# Зіяд ан-Нахала
Зіяд ан-Нахала (араб. زياد نخالة) — палестинський бойовик, лідер Палестинського ісламського джихаду (ПІД) з 28 вересня 2018 року, який визнаний терористичною організацією, США, Великою Британією, Японією, Канадою, Австралією, Новою Зеландією, Ізраїлем, а також Європейським Союзом. Ан-Нахала був визнаний терористом зі спеціальною відзнакою Сполученими Штатами у 2014 році.
За різними повідомленнями Ан-Нахала наразі проживає або в Лівані, або в Сирії та залишається лідером Палестинського ісламського джихаду, що базується в Газі.

## Біографія
Зіяд ан-Нахала народився 6 квітня 1953 року в Хан-Юнісі, Газа, яка тоді була під окупацією Єгипту.
У 1971 році був засуджений до довічного ув'язнення в Ізраїлі за його бойову діяльність в Арабському визвольному фронті. Він був одним зі 1150 ув'язнених, звільнених Ізраїлем 21 травня 1985 року під час обміну за Джібрільською угодою.
Після звільнення з ізраїльської в'язниці, тодішній генеральний секретар PIJ Фатхі Шкакі доручив ан-Нахалі створити в секторі Гази військове крило угруповання «Бригади Аль-Кудса». Ан-Нахала був знову затриманий Ізраїлем у квітні 1988 року за участь у першій інтифаді, і був висланий до Лівану в серпні 1988 року разом з іншими лідерами PIJ.
У 1995 році ан-Нахала став заступником генерального секретаря PIJ.
23 січня 2014 року був визнаний Сполученими Штатами терористом зі спеціальною відзнакою, в результаті чого його майно та інтереси в Сполучених Штатах були заморожені. США також запропонували винагороду в 5 мільйонів доларів за інформацію, яка призведе до його затримання.
Ан-Нахала був обраний генеральним секретарем PIJ 28 вересня 2018 року, змінивши на цій посаді Рамадана Шалаха, який переніс низку інсультів у квітні 2018 року.